# Spiritus Paraclitus
Spiritus Paraclitus é a encíclica mais longa do Papa Bento XV.
Foi escrita por ocasião do décimo quinto centenário da morte de São Jerônimo, publicado em 15 de setembro de 1920, e dedicado ao tema dos estudos bíblicos. A razão da publicação desta encíclica de Bento XV encontra-se no debate sobre a teoria da evolução de Darwin e na preocupação de que o abandono dos excessos da luta antimodernista possa ser interpretado como sua aceitação do Modernismo. A ênfase no estudo da Bíblia como tal, e não mais apenas dos Evangelhos, pode ser vista como uma resposta à antiga acusação protestante de não disponibilizar a Bíblia às pessoas.
O tema dos estudos bíblicos já havia sido tratado na encíclica Providentissimus Deus do Papa Leão XIII e será retomado, com várias novidades, pela encíclica Divino Afflante Spiritu do Papa Pio XII. Ainda mais do que Leão XIII, Bento XV insiste na veracidade histórica da Bíblia. Na verdade, o Spiritus Paraclitus defende uma exegese tradicional, baseada no método de São Jerônimo, e reafirma a inspiração divina e a imunidade de qualquer erro das Escrituras.